# 陳宝箴
陳 宝箴（ちん ほうしん、Chen Baozhen、1831年 - 1900年）は、清末の変法派の官僚。字は右銘。
江西省南昌府義寧州（現在の江西省九江市修水県）出身。1851年、挙人となった。団練を率いて太平天国軍と戦い、義寧州城の回復に功があったため、知県候補に挙げられた。1862年、安慶で曽国藩と面会し、「海内奇士」と賞された。洋務運動時期には、曽国藩のもとで軍備強化に尽力した。1895年、湖南巡撫に就任。当時、湖南省では黄遵憲・江標・徐仁鋳・欧陽中鵠・熊希齢・梁啓超・唐才常・譚嗣同・皮錫瑞、子の陳三立などが変法派として活動していた。彼自身も変法派に積極的にかかわり、湖南省の各州県に『湘学報』を定期購読するように命じた。1897年には長沙に時務学堂が建設されるのを援助し、1898年2月には南学会で講演を行っている。こうして湖南省は変法派の重要な拠点となった。そのため守旧派から攻撃され、楊深秀の弁護で事なきを得たこともあった。陳宝箴は「湖南の開化を己の任務としていた」（梁啓超）のである。しかし戊戌の政変がおきると、陳宝箴は劉光第・楊鋭を推薦したことで「奸邪を招引した」として罷免された。江西省南昌府に引退し、1900年に南京に転居したがその年に死去した。
子は詩人の陳三立、孫は画家の陳衡恪と歴史学者の陳寅恪である。